# Pascal Gnazzo
Pascal Gnazzo, né le 5 novembre 1920 à Marseille et mort le 28 août 2019 à Montfrin (Gard), est un coureur cycliste français. Il est professionnel de 1947 à 1957.

## Biographie
Passé professionnel en 1947, Pascal Gnazzo participe au premier Tour de France d'après-guerre, sous les couleurs de l'équipe régionale du Sud-Est. Équipier d'Apo Lazaridès, il obtient son meilleur classement lors de la onzième étape, disputée entre Nice et sa ville natale de Marseille, en prenant la sixième place. Au classement général final, il se classe 39e, à plus de 4 heures et 30 minutes du vainqueur Jean Robic.
Après sa carrière, il reste dans sa ville natale à Marseille, où il reçoit de temps en temps la visite de Louison Bobet. Toujours à la retraite à 96 ans, il apparaît dans le documentaire de Julien Camy sur René Vietto terminé en 2020, où il livre un court témoignage sur le champion cycliste azuréen. Il est l'un des plus anciens participants du Tour de France encore en vie jusqu'à son décès.

## Palmarès
- 1939
  - 3e du Grand Prix de la Valentine
- 1949
  - 3e du Grand Prix d'Espéraza
- 1955
  - Souvenir Novarra[6]

## Résultat sur le Tour de France
1 participation
- 1947 : 39e